# مالکوم لینکلن
مالکوم لینکلن (به انگلیسی: Malcolm Lincoln) گروه موسیقی استونیایی است.
آن ها در مسابقه آواز یوروویژن ۲۰۱۰ نماینده استونی بودند.